# Barbu
Barbu is een plaats en een voormalige gemeente in de fylke Agder in het zuiden van Noorwegen. De plaats ligt ten oosten van de E18, direct ten noorden van Arendal. Van 1878 tot 1902 was Barbu een zelfstandige gemeente. In 1902 werd de gemeente bij Arendal gevoegd en is tegenwoordig feitelijk een buitenwijk van de plaats Arendal.
Bardu heeft een stenen kerk uit 1880. De plaats is ook bekend omdat de Noorse Arbeiderpartij hier werd opgericht in 1887.
De priester Samuel Olsen Bruun werd hier geboren.